# الکساندروفکا (شهرستان کاراایدلسکی، باشقیرستان)
الکساندروفکا (انگلیسی: Alexandrovka, Karaidelsky District, Republic of Bashkortostan) یک شهرک در شهرستان کاراایدلسکی استان باشقیرستان کشور روسیه است.